# Fulvio Nesti
Fulvio Nesti (Lastra a Signa, 8 de junho de 1925 - 1 de janeiro de 1996) foi um futebolista italiano que atuava como meia.

## Carreira
Fulvio Nesti fez parte do elenco da Seleção Italiana de Futebol na Copa do Mundo de 1954, na Suíça, ele fez três partidas e um gol na derrota para a Suíça por 4-1.